# أجوستينا باثتيريكا
أوجستينا بازتيريكا (من مواليد 1974)، هي كاتبة روائية أرجنتينية. وُلدت في بوينس آيرس، ودرست الفنون الجميلة في جامعة بوينس آيرس. اشتهرت بقصصها القصيرة ورواياتها، وحصلت على العديد من الجوائز الأدبية.

## من أعمالها المترجمة للعربية
- رواية: «جثة لذيذة».[2]

## الجوائز
- 2021 - جائزة سيدات قصص الرعب لأفضل رواية، الولايات المتحدة الأمريكية
- 2017 - جائزة كلارين للرواية
- 2015 - الجائزة الأولى والوحيدة في مسابقة القصة القصيرة لمجموعة أليخاندريا 2015.
- 2011 - الجائزة البلدية الأولى لمدينة بوينس آيرس قصة غير منشورة 2004/5 (حكم 2011)

جائزة في المسابقة الدولية للقصة القصيرة لمؤسسة التراث اللاتيني، 2011.
- وجوائز أخرى كثيرة...